# Mark Gregory
Mark Gregory, eigentlich Marco De Gregorio (* 2. Mai 1964 in Rom; † 31. Januar 2013) war ein italienischer Schauspieler.

## Leben und Wirken
Gregory wurde durch seine Rolle als Trash in den Bandenfilmen The Riffs – Die Gewalt sind wir und der Fortsetzung The Riffs II – Flucht aus der Bronx sowie als Thunder in der gleichnamigen Trilogie bekannt. Er war achtzehn Jahre alt, als er die Rolle des Trash zum ersten Mal spielte, nachdem er sich gegen 2000 Mitbewerber um die Rolle durchgesetzt hatte.
Ab Ende der 1980er Jahre trat Gregory nicht mehr als Schauspieler in Erscheinung. Er hatte sich von der Filmbranche zurückgezogen und verdiente seinen Lebensunterhalt als Zeichner, hatte aber immer mit finanziellen und psychischen Problemen zu kämpfen. Im Januar 2013 nahm er sich das Leben.

## Filmografie
- 1982: The Riffs – Die Gewalt sind wir (1990: I guerrieri del Bronx)
- 1983: Adam and Eve: The First Love Story (Adamo ed Eva, la prima storia d'amore)
- 1983: The Riffs II - Flucht aus der Bronx (Fuga dal Bronx)
- 1983: Thunder (Thunder)
- 1986: Thunder 2 (Thunder 2)
- 1987: Delta Force Commando
- 1988: Thunder 3 (Thunder 3)
- 1988: Zum Sterben verdammt (Un maledetto soldato)
- 1988: Ten Zan - The Ultimate Mission (Missione finale)
- 1989: War Bus 2 (Afghanistan - The last war bus (L'ultimo bus di guerra))